# مران فارسي
المُران الفارسي (باللاتينية: Fraxinus persica) نوع نباتي ينتمي إلى جنس المُران من الفصيلة الزيتونية.

## الموئل والانتشار
ينتشر هذا النوع في إيران.